# The Reluctant Debutante
 The Reluctant Debutante (literalment: "La debutant reticent") és una pel·lícula estatunidenca dirigida per Vincente Minnelli el 1958, per a l'Avon Produccions, distribuïda per la Metro-Goldwyn-Mayer i protagonitzada per Rex Harrison i Kay Kendall.
The Reluctant Debutante va ser la dotzeava pel·lícula més popular a la taquilla britànica del 1959. Segons els registres de MGM, va guanyar 1.555.000 dòlars als Estats Units i el Canadà i 1.425.000 dòlars a la resta del món, amb unes pèrdues de 355.000 dòlars.
El 2003 es va fer un remake de la pel·lícula, Un somni per a ella (What a Girl Wants), protagonitzada per Colin Firth i Amanda Bynes.

## Argument
1958, a Londres. Jimmy Brodbent acull Jane, la seva filla d'un primer matrimoni, criada als Estats Units. Coneix la seva sogra Sheila, una jove una mica fútil, molt introduïda en els ecos de societat, que intenta fer entrar Jane en "el gran món". Aquesta última s'apassiona per un músic estatunidenc - amb el desacord de Sheila - i coneix una cosina del seu pare, Mabel Claremont, que intenta "col·locar" la seva pròpia filla, Clarissa...

## Comentari
Aquesta pel·lícula és la penúltima de Kay Kendall (aleshores casada amb Rex Harrison), morta l'any següent (1959) d'una leucèmia. L'actor va tenir cura de Kendall fins a la seva mort als 32 anys. L'actriu expressa aquí el seu sentit de la comèdia que fa pensar a altres clàssics de la comèdia americana com  Designing Woman del mateix Minnelli o Quina fera de nena! de Howard Hawks.

## Repartiment
- Rex Harrison: Jimmy Brodbent
- Kay Kendall: Sheila Brodbent
- John Saxon: David Parkson
- Sandra Dee: Jane Broadbent
- Angela Lansbury: Mabel Claremont
- Peter Myers: David Fenner
- Diane Clare: Clarissa Claremont